# Staatliche Bibliothek Neuburg an der Donau
Die Staatliche Bibliothek Neuburg an der Donau (SBND) ist die Regionalbibliothek des Freistaates Bayern für den Landkreis Neuburg-Schrobenhausen.
Als wissenschaftliche Bibliothek steht sie allen Interessenten aus der Region für wissenschaftliche Zwecke sowie der beruflichen Arbeit und der Fortbildung zur Verfügung.
Zum Sammelauftrag der Bibliothek gehört die Beschaffung, bibliografische Erschließung und Archivierung von Publikationen über den Landkreis Neuburg-Schrobenhausen (bzw. die ehemaligen Landkreise Neuburg und Schrobenhausen) und das Herzogtum Pfalz-Neuburg.

## Bestand und Nutzung

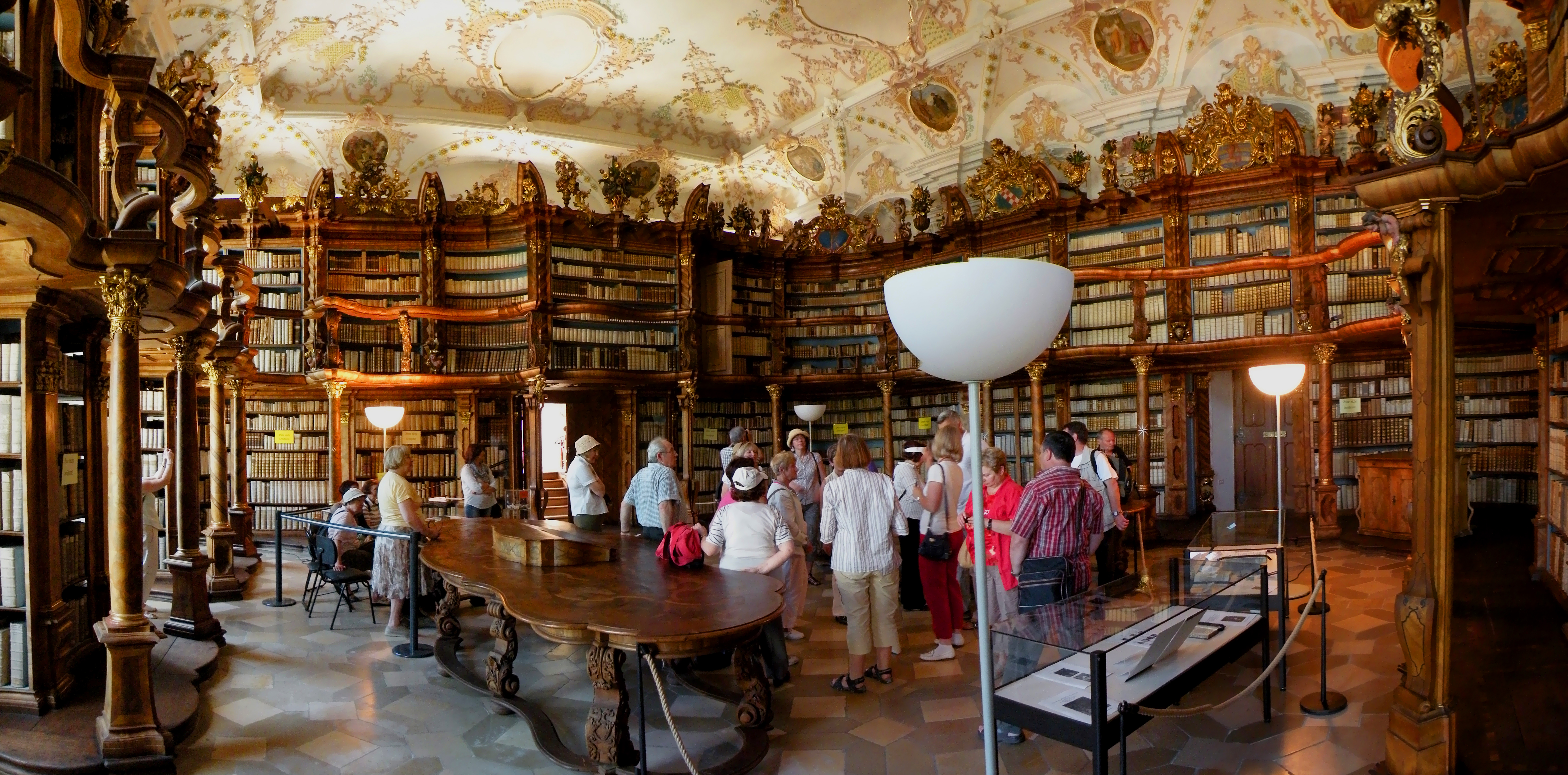
Ehem. Klosterbibliothek Kaisheim

Die Bibliothek verfügt über einen Bestand von ca. 56.000 Medien, davon ca. 35.000 Bände gedruckter Altbestand mit Erscheinungsjahr bis 1900, über 8.500 Non-Book-Materialien und knapp 140 laufend gehaltene Zeitschriften und Zeitungen in nicht-elektronischer Form. Der jährliche Zugang beträgt rund 400 Medien. In elektronischer Form hat die SBND über 14.000 Zeitschriften und Zeitungen sowie über 3.400 Datenbanken lizenziert. Die Bibliothek stellt 11 Lese- und Arbeitsplätze, davon 3 Computerarbeitsplätze mit Internetzugang.

### Historischer Bibliothekssaal
Im ehemaligen Kongregationssaal der Marianischen Männerkongregation, in deren früherem Gebäude die Bibliothek untergebracht ist, ist die Einrichtung der Klosterbibliothek des ehemaligen Zisterzienserklosters Kaisheim aus der Zeit um 1730 eingebaut. Dort ist auch ein Teil der Altbestände aufgestellt.

### Alte Drucke und Rara
Die Neuburger Buchbestände stammen größtenteils aus den Klöstern Kaisheim (Zisterzienser), Obermedlingen (Dominikaner), Maria Mödingen (Dominikanerinnen). Weitere Bestände entstammen den Klöstern Oberalteich, Niederalteich, Pielenhofen, Dietramszell und Raitenhaslach sowie Bestände der ehemaligen Neuburger Hofbibliothek aus dem Schloss Neuburg des Pfalzgrafs Ottheinrich. Hinzu kamen 1822 rund 10.000 Bände aus dem einstigen Jesuitenkolleg Neuburg.
Besonders zahlreich sind Bestände aus den Fachgebieten Theologie, Allgemeine Geschichte, Kirchengeschichte, Historische Hilfswissenschaften, sowie Geographie (insbesondere Reisebeschreibungen), Jurisprudenz, Philosophie, Philologie und Naturwissenschaften vertreten.
Darüber hinaus besitzt die Bibliothek 435 Inkunabeln und als einen kostbaren Sonderbestand die Bibliothek des berühmten Augsburger Humanisten Hieronymus Wolf mit 1241 Titeln in 647 Bänden. Aus der ehemaligen Neuburger Hofbibliothek des Neuburger Pfalzgrafen und späteren Kurfürsten Ottheinrich befinden sich noch 26 sehr wertvolle Bände im Bestand.
Unter all diesen wertvollen Beständen befinden sich Drucke, die nur einmal in Deutschland vorhanden sind.

### Elektronische Bibliothek
Der Neuburger Online-Katalog enthält knapp 320.000 Titeldaten (Stand: Februar 2016) – darunter über 200.000 E-Medien (E-Journals im Volltext, E-Books und Online-Datenbanken sowie über 23.000 Digitalisate) – mit Bestandsnachweisen der am Neuburger Verbund beteiligten Bibliotheken (Anzahl der Medieneinheiten):
- Staatliche Bibliothek: 55.845 (vollständig)
- Bibliothek des Stadtarchivs: 235
- Bibliothek des Descartes-Gymnasiums: 22.237
- Bibliothek der Ernst-Toller-Gesellschaft: 1.235 (vollständig)
- Bibliothek des Historischen Vereins: 9.617
- Bibliothek des Studienseminars: 5.671

Insgesamt sind 94.840 Medieneinheiten verzeichnet. Die Benutzung erfolgt ausschließlich über die Staatliche Bibliothek.

## Geschichte
Im Zuge der Säkularisation wurden in Bayern zahlreiche regionale Bibliotheken gegründet, wie z. B. im oberpfälzischen Amberg. So wurde ein Vorschlag der Landschaft der Provinz Neuburg von 1802 aufgegriffen, und am 28. April 1803 die damalige Provinzialbibliothek Neuburg als zentrale Bibliothek für Schulen und Verwaltung durch Kurfürst Max IV. Joseph gegründet.
Wegen eklatanter Raumnot und der daraus resultierenden unsachgemäßen Unterbringung ließ das Königliche Ministerium des Innern für Kirchen- und Schulangelegenheiten im März 1909 insgesamt 134 Handschriften und 88 Inkunabeln dauerhaft an die Königliche Hof- und Staatsbibliothek nach München überführen.
1975 Außenrenovierung des Bibliotheksgebäudes. 1979/84 Um- und Ausbau (Magazin mit Kompaktregalanlage und Lesesaal) sowie Innenrenovierung des Gebäudes einschließlich des historischen Bibliothekssaals. In dieser Zeit eingeschränkter Betrieb in den Räumen des einstigen Staatsarchivs Neuburg. 1985 offizielle Wiedereröffnung. Der Erweiterungsbau stammt von Münchner Architekt und Professor Michael Gaenssler.
Seit 1985 Teilnahme am Bibliotheksverbund Bayern (BVB). 1993 Erweiterung der Öffnungszeiten von 10 auf 14 Wochenstunden (bei 1,5 Planstellen für die gesamte Bibliothek). Kooperation mit wissenschaftlichen Bibliotheken Neuburger Institutionen: Descartes-Gymnasium (seit 1994), Historischer Verein, Ernst-Toller-Gesellschaft, Studienseminar (jeweils seit 1997). 2003 Gründung des Vereins Freunde und Förderer der Staatlichen Bibliothek (Provinzialbibliothek) Neuburg an der Donau. 2004/05 Einführung des lokalen Bibliothekssystems SISIS-Sunrise von OCLC PICA.

## Leitung
Ehrenamtliche Leitung (1803–1975)
unbekannt
Nebenamtliche Leitung (1976–2002)
- Hermann Köstler (1976–1977)
- Ernst R. Hauschka (1978–1988)
- Helga Unger (1988–2002)

Örtliche Leitung (1983–2002)
- Christian Oertel (1983–1984)
- Rüdiger May (1985–1988)
- Ralph Zaffrahn (1989–1992)
- Gerhard Robold (1992–2002)

Hauptamtliche Leitung (seit 2003)
- Gerhard Robold (2003–2023)
- Dr. Bernhard Lübbers (kommissarische Leitung von 2018 bis 2020)
- Bettina Augustin (seit 2023)[3]